# 一担柴属
一担柴属（学名：Colona）是扁担杆亚科下的一个属，为乔木或灌木植物。该属共有约30种，分布于热带亚洲。